# في منزل السيدة ليبينكوت (رواية)
في منزل السيدة ليبينكوت (بالإنجليزية: At Mrs. Lippincote's)‏ هي رواية للكاتبة البريطانية إليزابيث تايلور، نشرت عام 1945، لأول مرة عن دار نشر كنوبف.